# Rio Cuervo (Cuenca)
 (juillet 2025).
Le contenu est difficilement compréhensible vu les erreurs de traduction, qui sont peut-être dues à l'utilisation d'un logiciel de traduction automatique.
La rivière Cuervo est un cours d'eau de la péninsule ibérique, affluent du Guadiela. La rivière, qui coule dans la province espagnole de Cuenca, appartient au bassin hydrographique du Tage. La zone de sa source est protégée comme monument naturel.

## Cours
Le Cuervo naît près de la localité de Vega del Codorno, sur le flan occidental du Plateau de San Felipe, à environ 1469 mètres d'altitude, dans le territoire communal de la ville de Cuenca. Il passe par la station thermale et usine d'embouteillage d'eau minérale de Solán de Cabras. Il se jette ensuite dans le Guadiela, affluent du Tage, près de la localité de Puente de Vadillos, après avoir parcouru une partie de la montagne de Cuenca. Le Cuervo appartient donc au bassin hydrographique du Tage. Sur son cours se trouve un seul lac de retenue, appelé La Tosca, dans la localité de Santa María del Val, d'une capacité d'à peine 3 hectomètres cubes.

## La naissance du Cuervo, monument naturel

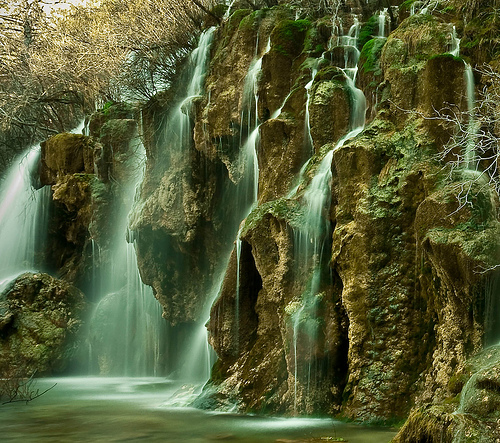
Chutes d'eau à la source de la rivière Cuervo.

La naissance de la rivière Cuervo a été déclarée monument naturel en 1999 et occupe une surface de 1709 hectares. L'eau sourd dans le travertin et se déverse par d'énormes stalactites de roche calcaire (tuf) recouverte de mousse, et forme de longues cascades qui gèlent en hiver, offrant une belle image photographiée des milliers de fois tous les ans. A la source on peut voir des grottes derrière les cascades et des gouffres dans ses environs et il est relativement fréquent que se produisent, de façon naturelle, des effondrements de ses barrières de tuf.

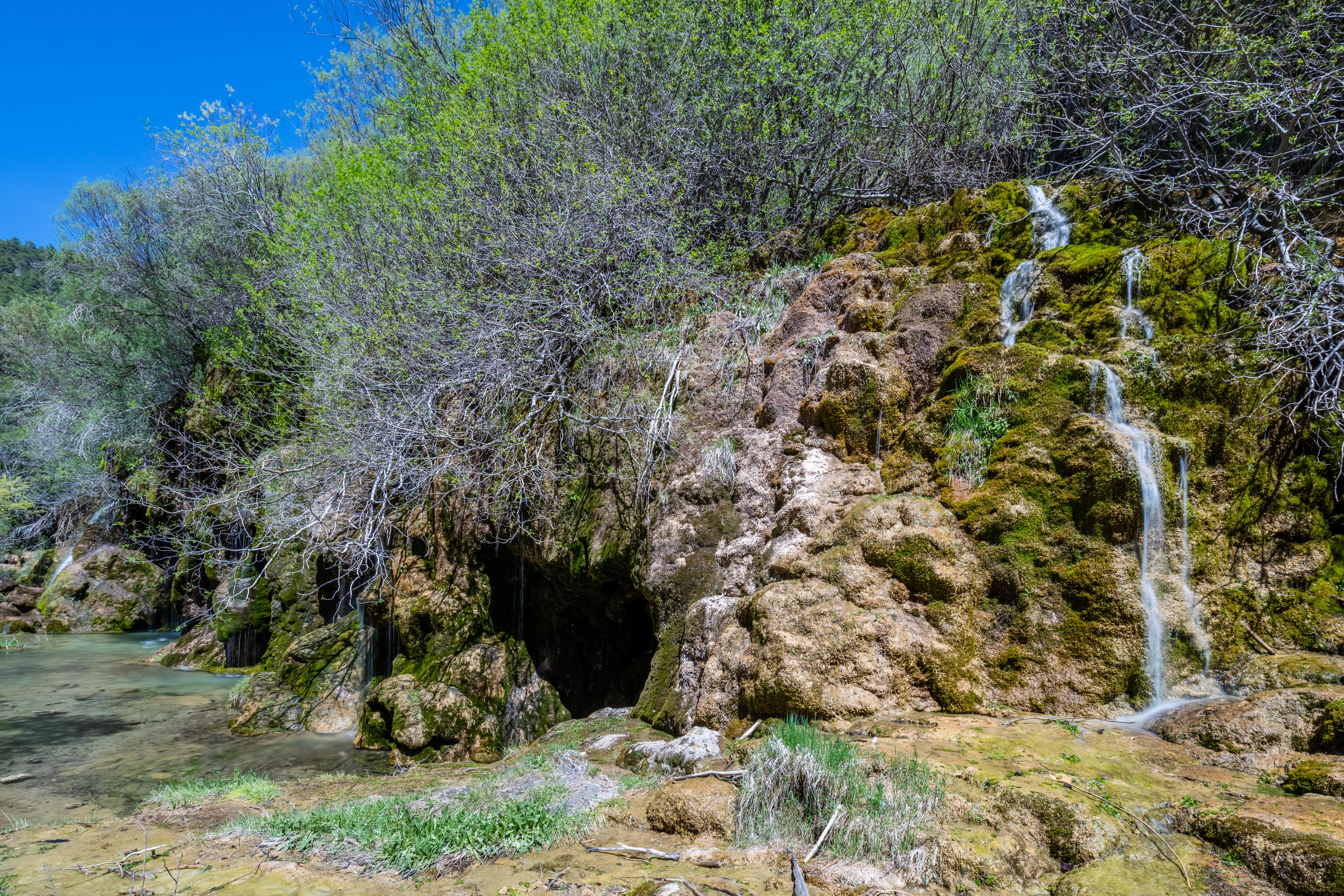
Naissance de la rivière Cuervo.

Son emplacement particulier fait qu'il jouit d'un microclimat continental humide, hébergeant une flore unique, dont un bon exemple sont les diverses espèces d'orchidées présentes dans le secteur. Les autres espèces remarquables constituent une végétation variée de rocaille arbustive et arborée: tilleuls, noisetiers, érables noirs, ifs et houx qui accompagnent les pins noirs et autres variétés de pins typiques de la montagne de Cuenca.
La naissance de la rivière Cuervo, qui est protégée comme monument naturel, est située entre les parcs naturels du Haut-Tage, au nord-est, et de la Serranía de Cuenca, au sud. On peut y accéder, entre autres, depuis la localité de Tragacete, qui n'est qu'à environ 12 km par la route. Il y a des sentiers balisés pour faciliter la visite, ainsi que des services hôteliers et un point d'information et interprétation aux alentours.